# Knud Brix
Knud Brix (født 15. maj 1980 i Horsens) er en dansk journalist, forfatter og tidligere radiovært, der siden april 2022 har været ansvarshavende chefredaktør for Ekstra Bladet.
Brix, der er opvokset i Juelsminde, blev uddannet journalist fra Danmarks Medie- og Journalisthøjskole i 2006 og har desuden en mastergrad i Afrikastudier fra Københavns Universitet i 2014.
Han har arbejdet som skrivende journalist på Ekstra Bladet, Nyhedsavisen og Jyllands-Posten, som radiovært på Radio24syvs morgenprogram, som politisk reporter på TV 2 og som radiovært på DR's nyhedspodcast Genstart. Han kom tilbage til Ekstra Bladet som journalistisk chefredaktør i 2021 og tiltrådte i april 2022 som ansvarshavende chefredaktør efter Henrik Qvortrup.
I 2020 blev han kåret til årets radiovært ved Prix Radio Awards. I begrundelsen hed det blandt andet, at han er en vært, der "bygger bro og skiller vandene", og ”som bare er satans dygtig til sit håndværk”.
Ved siden af sit journalistiske virke har han udgivet to bøger; digtsamlingen Natfolden i 2017, som er fiktion, men som er inspireret af hans arbejde som politisk reporter på Christiansborg og Febertræet i 2022,  der er en autofiktiv rejseberetning. Han har desuden skrevet manuskriptet til dokumentarfilmen Daughter of Gehngnis fra 2024 samt instrueret kort-dokukmentarfilmen The New Killing Fields fra 2004.